# Demografia de Antígua e Barbuda
Os habitantes são, em sua maioria, descendentes de escravos africanos: 80% são negros e 8%, mulatos. As religiões majoritarias são a anglicana (44%) e a protestante (41%), seguidas da católica (10%).